# Bacs de Seine
Pour les articles homonymes, voir Bac.
Les bacs de Seine désignent les bateaux chargés d'effectuer un service public de traversée de la Seine entre Rouen et Le Havre. Depuis des siècles, le franchissement du fleuve a toujours été d'une importance cruciale dans les relations entre les deux rives de la Basse Seine.
Les bacs ont longtemps été le seul moyen de franchir la Seine entre Rouen et l'estuaire. L'absence de pont sur le fleuve jusqu'en 1959 avec l'ouverture du pont de Tancarville est due au fait que la Seine doit être navigable par les navires de haute mer se rendant jusqu'au port de Rouen, une hauteur libre sous les ponts d'au moins 50 mètres devant être disponible.
Longtemps assurée par le port autonome de Rouen, l'exploitation des huit passages d'eau de la Seine a été reprise depuis 2001 par le service des bacs du conseil départemental de la Seine-Maritime. Aujourd'hui, les bacs de Seine assurent un service indispensable aussi bien pour la population locale que pour les touristes visitant la vallée de la basse Seine. Chaque année, le service des bacs permet la traversée de 10 millions de passagers.

## Histoire

### De la nécessité de traverser
Comme tout cours d’eau, la Seine crée une discontinuité dans les échanges entre les territoires avoisinants. En l'absence de gués ou de ponts, les embarcations sont le seul moyen de traverser le fleuve. Rapidement les autorités locales ont organisé le passage d’une rive à l’autre en mettant en place des services de passage d’eau.
Le passage d’eau désigne alors un service organisé de traversée du fleuve opéré par des personnes autorisées avec une embarcation prévue à cet effet. Ce service proposé aux usagers donne lieu à une redevance que doit acquitter chaque passager auprès du passeur.
Dans les années 1930, le nombre de passages atteint son maximum. Il existait alors vingt-trois passages entre Rouen et Le Havre :
- douze réservés aux piétons et bicyclettes[3] (Croisset sur la commune de Canteleu, Hautot-sur-Seine, Caumont, Saint-Georges sur la commune de Saint-Martin-de-Boscherville, la Fontaine sur la commune d'Hénouville, la Roche sur la commune de Barneville-sur-Seine, Le Trait au niveau du Vieux-Trait, Villequier, Vieux-Port[2]) ;
- six pouvant assurer le transport des véhicules légers[3] (Dieppedalle - Le Grand-Quevilly, Petit-Couronne - Val-de-la-Haye, La Bouille - Sahurs, Le Mesnil-sous-Jumièges - Yville-sur-Seine, Jumièges - Port-Jumièges, Yainville - Heurteauville[2]) ;
- cinq pouvant assurer le passage des poids-lourds[3] (Duclair - Berville-sur-Seine, La Mailleraye-sur-Seine - Le Trait, Caudebec-en-Caux - Saint-Nicolas-de-Bliquetuit, Quillebeuf - Port-Jérôme et Le Hode - Berville-sur-Mer[3]).

Le passage du Hode à Berville-sur-Seine, ouvert en juillet 1932, est alors le plus récent.
En 1959, la construction du pont de Tancarville permit alors de faciliter ce franchissement. Le bac du Hode devenu inutile fut alors supprimé.
Par la suite, l'ouverture du pont de Brotonne en 1977 — qui entraîna la suppression des bacs de Caudebec-en-Caux et de La Mailleraye-sur-Seine — puis du pont de Normandie en 1995, réussit à désenclaver Yvetot, le pays de Caux et Le Havre en les raccordant notamment à l'autoroute A13.
Les douze passages pour les piétons ont également été supprimés dans la seconde moitié du XXe siècle.
Il n'existe plus aujourd'hui que huit passages (dont deux bacs maritimes permettant le trafic des poids-lourds).

### La longue évolution du matériel

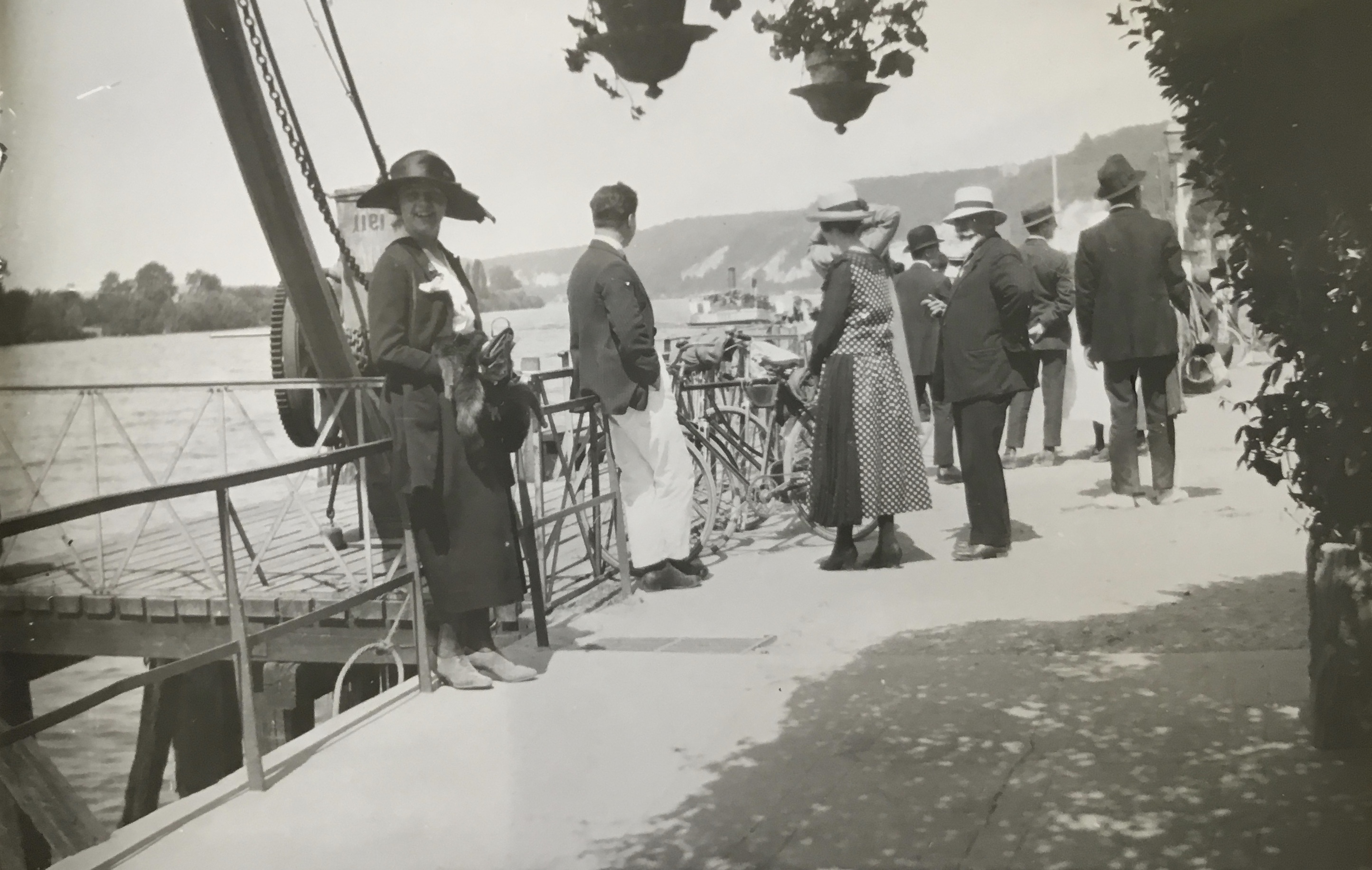

À l’origine, les passages d’eau sont équipés de manière hétérogène d’embarcations manœuvrées à la rame ou à la voile. C’est à partir de la fin du XIXe siècle que les passages d’eau les plus importants se voient équipés de bacs propulsés par une machine à vapeur. Ainsi celui de Caudebec-en-Caux est le premier à être converti à la vapeur en 1868, vient par la suite Duclair en 1872 et Quillebeuf l’année suivante. Le passage de La Mailleraye passe à la vapeur en 1895.
Les autres bacs de moindre importance seront modernisés beaucoup plus tard, avec la traction d'un plateau par une vedette durant l’entre-deux guerres. En ce qui concerne les bachots, les vedettes destinées aux passagers uniquement seront motorisées après la Seconde Guerre mondiale.
Le bac 21, qui a remplacé le bac 14 au passage d'eau Duclair - Berville-sur-Seine, a été construit en 1999 par la Socarenam, à Boulogne-sur-Mer, sous la maîtrise d'œuvre du port autonome de Rouen.
En 2006, la construction d'un nouveau bac fluvial, permettant par déclassement du bac 15 de disposer d'un bac de réserve, est décidée. Ce bateau, construit par le chantier MIM de Dieppe porte le numéro 22 et mis à l'eau le 16 juin 2006. Après de longs essais dus à une mise au point difficile du refroidissement des moteurs, il a été mis en service le 8 novembre 2006 à La Bouille, puis transféré en décembre de la même année au passage d'eau de Val-de-la-Haye.
Le conseil général a, depuis lors, commandé un nouveau bac maritime destiné au passage d'eau de Quillebeuf pour remplacer le bac 14 (le bac 13 devenant bac de réserve). Ce 23e bac a été construit encore par la Socarenam. Baptisé le 11 mai 2010 (sa marraine est Marie-Françoise Gaouyer, conseillère générale-maire d'Eu), des difficultés de mise au point n'ont pas permis de le mettre en service avant le début du mois de décembre 2010.
Au printemps 2017, il a été décidé de désarmer le bac 21 à la suite de nombreuses pannes rencontrées et aux frais engendrés par celles-ci. Le bac 23 a donc été transféré de Quillebeuf à Duclair, Quillebeuf ayant alternativement les bacs 13 et 14 pour assurer le service de la ligne. Le bac 22 a également été transféré de Petit-Couronne à Yainville, cette traversée semblant mieux convenir à ses caractéristiques techniques.
La mise en service du bac 24 a été effectuée le 27 octobre 2020 remplaçant donc le bac 14, qui doit normalement être désarmé et démantelé prochainement, Le bac 25 a été mis en service fin 2021 au passage d'eau de Yainville -Heurteauville remplacant donc le bac 22 qui lui a été transféré sur la ligne Mesnil sous Jumièges - Yville sur Seine. Le bac 26 a lui aussi été mis en service en 2022 sur la ligne la Bouille - Sahurs.

## Caractéristiques techniques

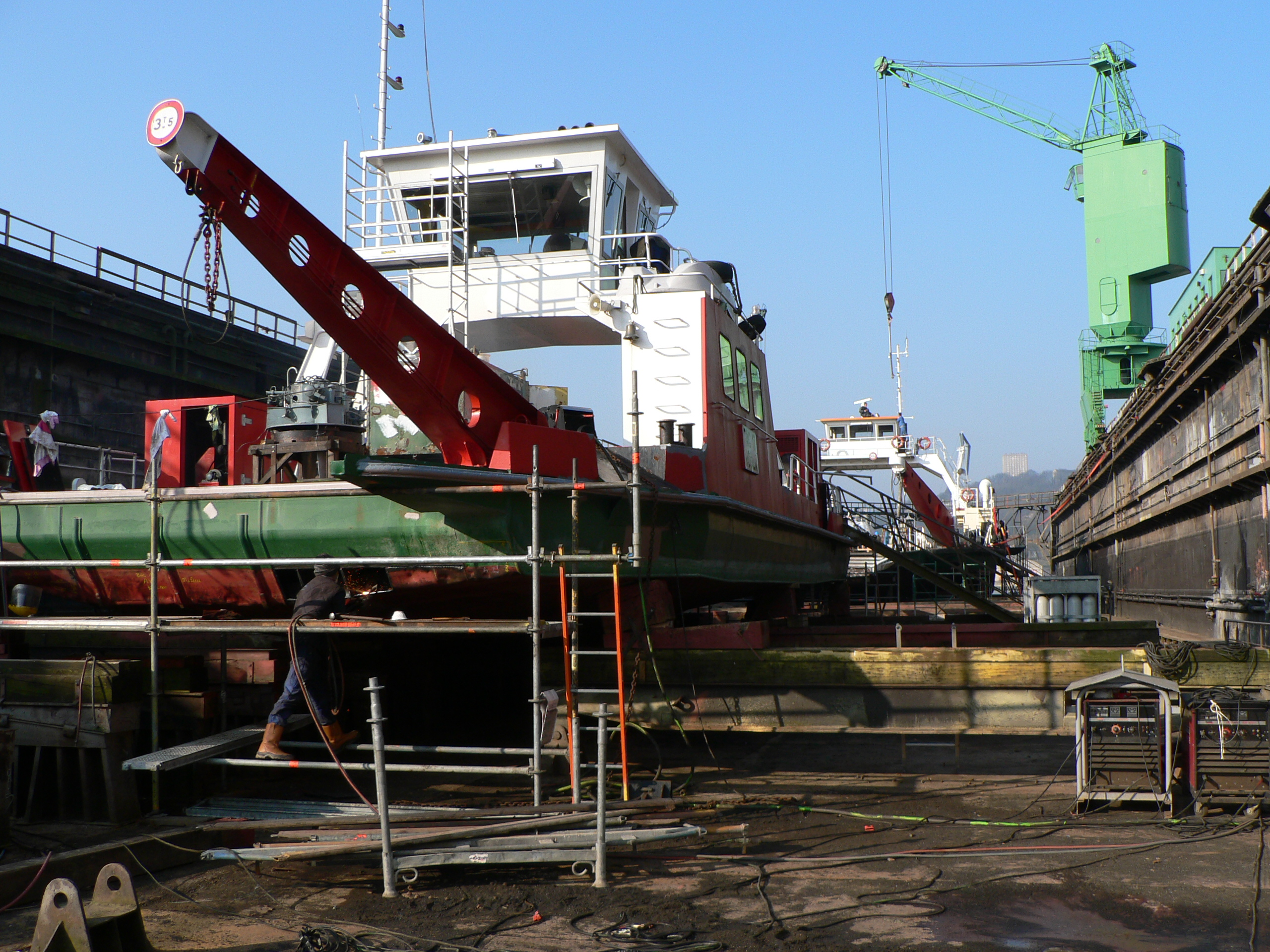
Bac fluvial en maintenance. On peut remarquer le faible tirant d'eau du bateau.

Les bacs sont des bateaux à fond plat permettant à des véhicules de passer d'une rive à une autre. Ils possèdent un faible tirant d'eau, afin de pouvoir accoster au plus près du rivage dans des cales aménagées. Sur la Seine, les bacs sont amphidromes (avant et arrière indifférenciés).

### Bacs fluviaux et maritimes
Les bacs sont propulsés par des moteurs diesel.

#### Bacs fluviaux
Les bacs jaugeant moins de 50 tonneaux sont classés comme fluviaux et sont armés par un équipage composé d'un capitaine et d'un matelot. Ils permettent de transporter une dizaine de véhicules légers, avec une charge maximum de 15 tonnes. Ils peuvent accueillir un maximum de 50 passagers, automobilistes compris.
On dénombre six passages d'eau fluviaux en service : Dieppedalle - Grand-Quevilly, Petit-Couronne - Val-de-la-Haye, La Bouille-Sahurs, Le Mesnil-sous-Jumièges - Yville-sur-Seine, Jumièges-Heurteauville et Yainville-Heurteauville.

#### Bacs maritimes
Les bacs jaugeant plus de 50 tonneaux sont classés comme maritimes et armés par un équipage de marins composé au minimum d'un capitaine, de deux matelots (pont) et d'un chef mécanicien. Ils permettent le passage de 3 à quatre poids lourds en plus des voitures.
Deux passages d'eau maritimes sont actuellement en service : ceux de Duclair-Berville et de Quillebeuf - Port-Jérôme.

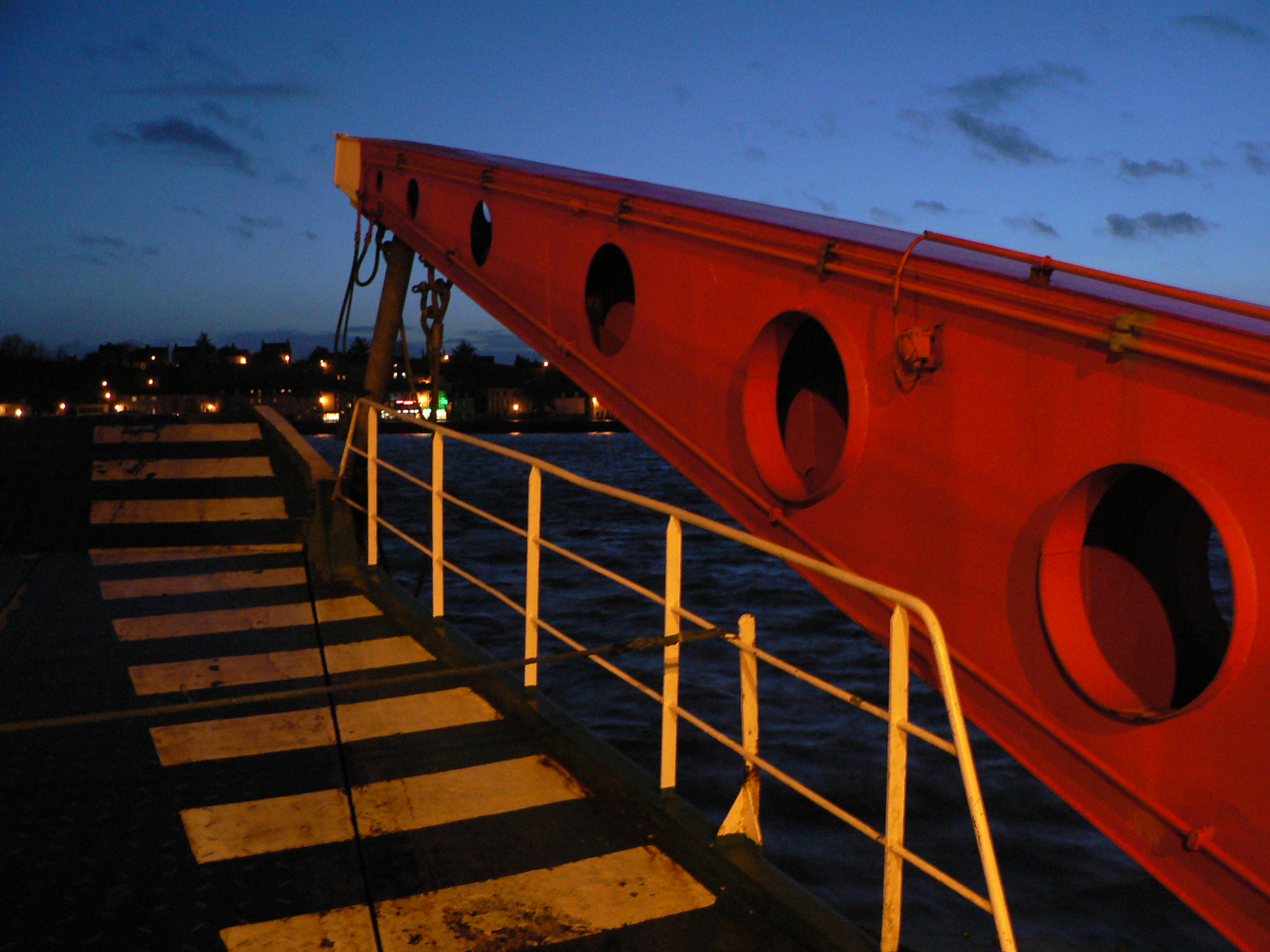
Bac maritime à Quillebeuf.
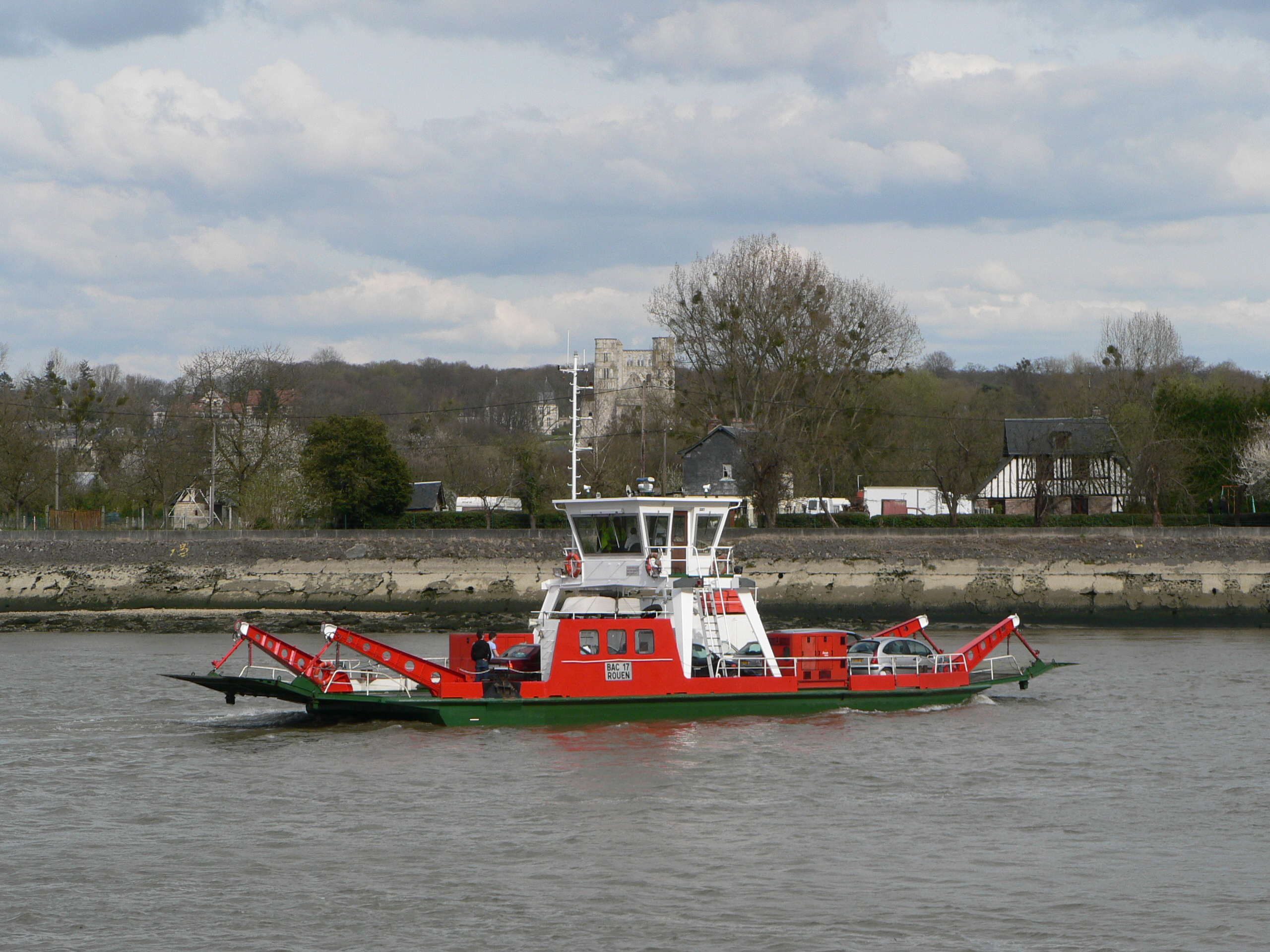
Bac fluvial 17 à Jumièges.
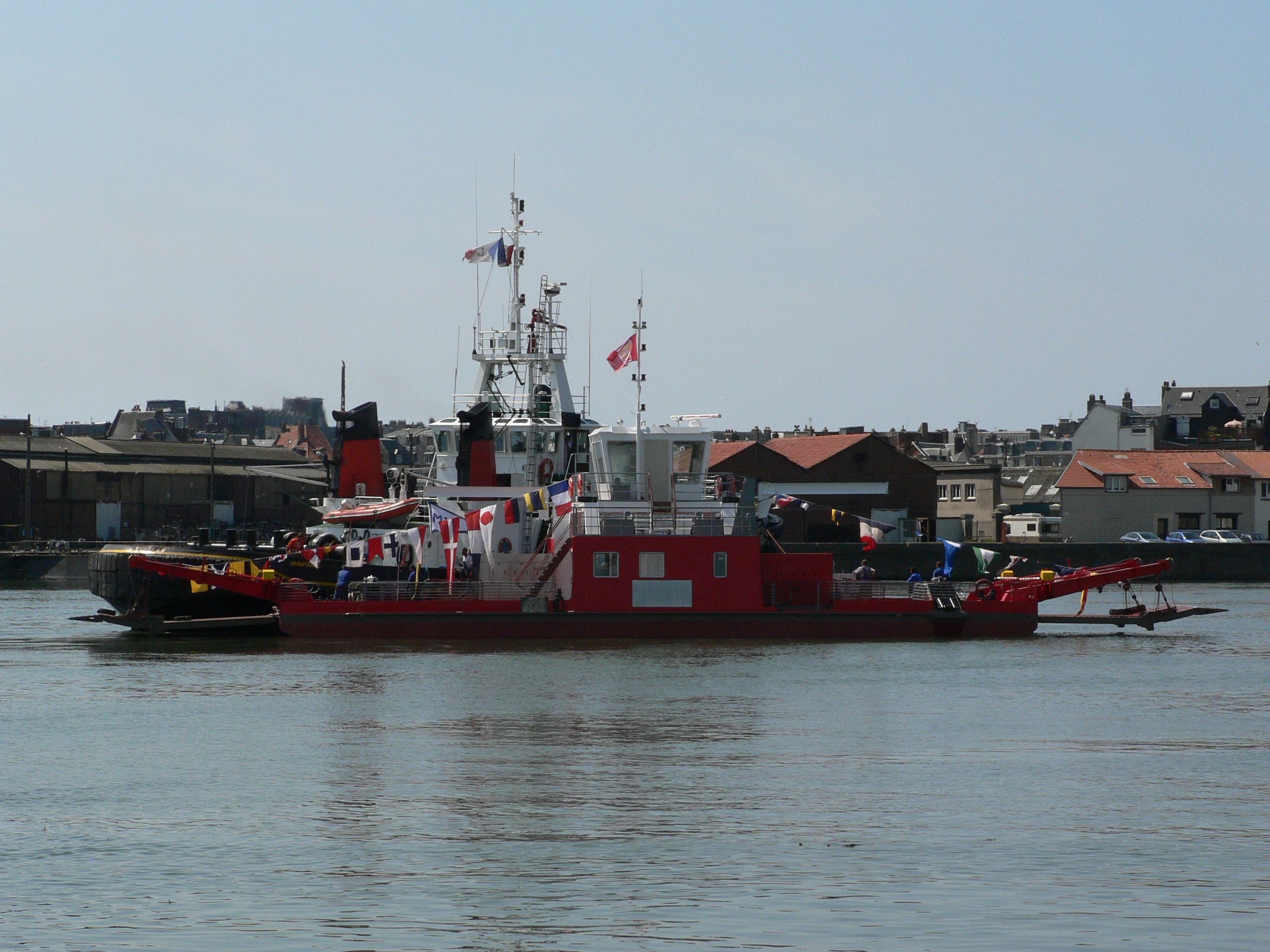
Bac 22 remorqué dans le port de Dieppe.

## Exploitation
Jusqu'en 2001, le conseil général de la Seine-Maritime avait délégué la gestion du service des bacs au port autonome de Rouen. C'est le service territorial de Caudebec-en-Caux qui en avait la charge.
Depuis septembre 2005, la traversée de la Seine sur les bacs départementaux est gratuite.

## Tableau illustré des passages d'eau
À jour du 25 juin 2022 
| Rive gauche nom du passage d'eau                                     | Illustration                                                                    | Rive droite nom du passage d'eau                                | Illustration                                        | N° du bac affecté normalement sur ce passage | Services                                                                       |
| -------------------------------------------------------------------- | ------------------------------------------------------------------------------- | --------------------------------------------------------------- | --------------------------------------------------- | -------------------------------------------- | ------------------------------------------------------------------------------ |
| Quillebeuf-sur-Seine 49° 28′ 11″ N, 0° 31′ 52″ E                     |                                                                                 | Port-Jérôme (commune de Lillebonne) 49° 28′ 22″ N, 0° 32′ 06″ E |                                                     | 24                                           | Tous les jours                                                                 |
| Heurteauville 49° 27′ 23″ N, 0° 48′ 55″ E                            |                                                                                 | Yainville 49° 27′ 27″ N, 0° 49′ 10″ E                           | Passage de Yainville, bac n°22 avant son transfert. | 25                                           | Du lundi au samedi (pas de service les dimanches et jours fériés)              |
| Port-Jumièges (commune de Heurteauville) 49° 25′ 44″ N, 0° 48′ 04″ E |                                                                                 | Jumièges 49° 25′ 43″ N, 0° 48′ 15″ E                            | Passage de Jumièges, arrivée du bac n°17.           | 17                                           | Tous les jours                                                                 |
| Yville-sur-Seine 49° 24′ 49″ N, 0° 52′ 17″ E                         |                                                                                 | Le Mesnil-sous-Jumièges 49° 24′ 48″ N, 0° 52′ 02″ E             | Passage du Mesnil-sous-Jumièges.                    | 22                                           | Tous les jours                                                                 |
| Berville-sur-Seine 49° 28′ 44″ N, 0° 52′ 37″ E                       | Passage de Berville-sur-Seine, départ du bac n°21 avant son retrait du service. | Duclair 49° 28′ 51″ N, 0° 52′ 31″ E                             |                                                     | 23                                           | Tous les jours avec horaires différents les samedis, dimanches et jours fériés |
| La Bouille 49° 21′ 05″ N, 0° 56′ 01″ E                               | Passage de La Bouille, départ du bac 20 (avant son retrait du service).         | Sahurs 49° 21′ 12″ N, 0° 56′ 08″ E                              |                                                     | 26                                           | Tous les jours avec horaires différents les samedis, dimanches et jours fériés |
| Petit-Couronne 49° 23′ 08″ N, 1° 00′ 42″ E                           |                                                                                 | Val-de-la-Haye 49° 23′ 10″ N, 1° 00′ 31″ E                      |                                                     | 18                                           | Tous les jours avec horaires différents les samedis, dimanches et jours fériés |
| Le Grand-Quevilly 49° 25′ 20″ N, 1° 01′ 22″ E                        |                                                                                 | Dieppedalle (commune de Canteleu) 49° 25′ 20″ N, 1° 01′ 11″ E   |                                                     | 19                                           | Du lundi au samedi (pas de service les dimanches et jours fériés)              |

### Passages d'eau supprimés auXXesiècle
| Rive gauche                                             | Illustration | Rive droite                                                              | Illustration                                   | Observation                                                                          |
| ------------------------------------------------------- | ------------ | ------------------------------------------------------------------------ | ---------------------------------------------- | ------------------------------------------------------------------------------------ |
| Berville-sur-Mer 49° 26′ 16″ N, 0° 21′ 45″ E            |              | Le Hode (commune de Saint-Vigor-d'Ymonville) 49° 26′ 42″ N, 0° 21′ 52″ E |                                                | Ouvert en juillet 1932,. Fermé en 1959, après la construction du pont de Tancarville |
| Saint-Nicolas-de-Bliquetuit 49° 31′ 17″ N, 0° 43′ 39″ E |              | Caudebec-en-Caux 49° 31′ 27″ N, 0° 43′ 41″ E                             | Ancienne rampe du passage de Caudebec-en-Caux. | Fermé le 10 juillet 1977, après la construction du pont de Brotonne                  |
| La Mailleraye-sur-Seine 49° 28′ 58″ N, 0° 46′ 28″ E     |              | Le Trait 49° 29′ 20″ N, 0° 46′ 34″ E                                     |                                                | Fermé en 1977, après la construction du pont de Brotonne                             |

#### Bacs piétons
| Rive gauche                                                            | Illustration | Rive droite                                                                         | Illustration | Observation                                                    |
| ---------------------------------------------------------------------- | ------------ | ----------------------------------------------------------------------------------- | ------------ | -------------------------------------------------------------- |
| Croisset (commune de Canteleu)                                         |              | Rouen                                                                               |              | Fermé en 1987.                                                 |
| Hautot-sur-Seine 49° 21′ 26″ N, 0° 58′ 56″ E                           |              | Grand-Couronne 49° 21′ 18″ N, 0° 59′ 02″ E                                          |              | Service épisodique à partir de 1987. Arrêt définitif en 1994,. |
| Bardouville 49° 26′ 52″ N, 0° 56′ 03″ E                                |              | Saint-Georges (commune de Saint-Martin-de-Boscherville) 49° 26′ 58″ N, 0° 56′ 19″ E |              | Fermé en 1968.                                                 |
| Caumont 49° 22′ 20″ N, 0° 54′ 57″ E                                    |              | Sahurs 49° 22′ 19″ N, 0° 55′ 12″ E                                                  |              | Fermé le 31 mars 1967.                                         |
| Berville-sur-Seine 49° 28′ 55″ N, 0° 55′ 08″ E                         |              | La Fontaine (commune d'Hénouville) 49° 29′ 00″ N, 0° 55′ 28″ E                      |              | Fermé le 1er avril 1972.                                       |
| La Roche (commune de Barneville-sur-Seine) 49° 23′ 30″ N, 0° 51′ 07″ E |              | Le Mesnil-sous-Jumièges 49° 23′ 38″ N, 0° 51′ 05″ E                                 |              | Fermé le 31 mars 1972.                                         |
| Heurteauville 49° 28′ 06″ N, 0° 48′ 35″ E                              |              | Le Trait 49° 28′ 13″ N, 0° 48′ 48″ E                                                |              | Fermé en 1980.                                                 |
| Villequier 49° 30′ 33″ N, 0° 40′ 20″ E                                 |              | Vatteville-la-Rue 49° 30′ 31″ N, 0° 40′ 35″ E                                       |              | Fermé en 1972.                                                 |
| Vieux-Port 49° 25′ 37″ N, 0° 36′ 35″ E                                 |              | Petiville 49° 25′ 52″ N, 0° 36′ 25″ E                                               |              | Fermé en 1953.                                                 |

## Bacs de Seine

### Bacs en service régulier
| N° du bac, | Type     | Longueur x Largeur | Poids   | Puissance propulsive | Motorisation                 | Capacité d'emport                                                                               | Année de mise en service | Illustration                                                                   |
| ---------- | -------- | ------------------ | ------- | -------------------- | ---------------------------- | ----------------------------------------------------------------------------------------------- | ------------------------ | ------------------------------------------------------------------------------ |
| 24         | Maritime | 66 m x 11,2 m      | 109 t   | 750 kW               |                              | 145 passagers 5 membres de l’équipage 27 véhicules légers                                       | 2020                     | Bac n°24.                                                                      |
| 25         | Fluvial  | 43 m x 9,8 m       | 28,91 t | 356 kW               | 2 moteurs Cummins 178 kW     | 58 passagers 2 membres de l’équipage 12 véhicules légers                                        | 2021                     | Bac n°25.                                                                      |
| 17         | Fluvial  | 31,5 m x 8,7 m     | 15 t    | 158 kW               | 2 moteurs Deutz 79 kW        | 48 passagers 2 membres de l’équipage 10 véhicules légers                                        | 1974                     | Bac n°17.                                                                      |
| 22         | Fluvial  | 38,68 m x 9,22 m   | 27 t    | 332 kW               | 2 moteurs Caterpillar 166 kW | 8 passagers 2 membres de l’équipage 10 véhicules légers                                         | 2006                     | Bac n°22, en traversée sur le passage Mesnil-sous-Jumièges - Yville-sur-seine. |
| 23         | Maritime | 60,7 m x 8,5 m     | 196 t   | 1 352 kW             | 4 moteurs caterpillar        | 200 passagers 6 membres d’équipage 28 véhicules légers ou 14 véhicules légers et 4 poids-lourds | 2010                     | Bac n°23.                                                                      |
| 26         | Fluvial  | 43 m x 9,8 m       | 28,91 t | 356 kW               | 2 moteurs Cummins 178 kW     | 48 passagers 2 membres d’équipage 12 véhicules légers                                           | 2022                     | Bac n°26 aux ateliers de Yainville.                                            |
| 18         | Fluvial  | 31,50 m x 8,7 m    | 15 t    | 158 kW               | 2 moteurs Deutz 79 kW        | 48 passagers 2 membres d'équipage 10 véhicules légers                                           | 1975                     | Bac n°18.                                                                      |
| 19         | Fluvial  | 31,50 m x 8,7 m    | 15 t    | 158 kW               | 2 moteurs Deutz 79 kW        | 48 passagers 2 membres d'équipage 10 véhicules légers                                           | 1976                     | Bac n°19.                                                                      |

### Bacs de réserve
En cas de panne ou d'arrêt technique programmé, un bac fluvial et un bac maritime assurent la réserve.
| N° du bac | Type     | Poste                                          | Illustration                        |
| --------- | -------- | ---------------------------------------------- | ----------------------------------- |
| 13        | Maritime | Posté à Berville-sur-Seine                     | Bac n°13 aux ateliers de Yainville. |
| 15        | Fluvial  | Posté à Mesnil-sous-Jumièges ou Val-de-la-Haye | Bac n°15                            |